# Fiambalá
Fiambalá ((em castelhano): Fiambalá) é uma cidade no departamento de Tinogasta, localizado na parte oeste da província de Catamarca, Argentina. Situa-se no início do Altiplano a 1 505 metros de altitude e 320 km da capital de Catamarca, San Fernando del Valle de Catamarca. A cidade está rodeada pelos rios Abaucan e La Troya.

## Imagens

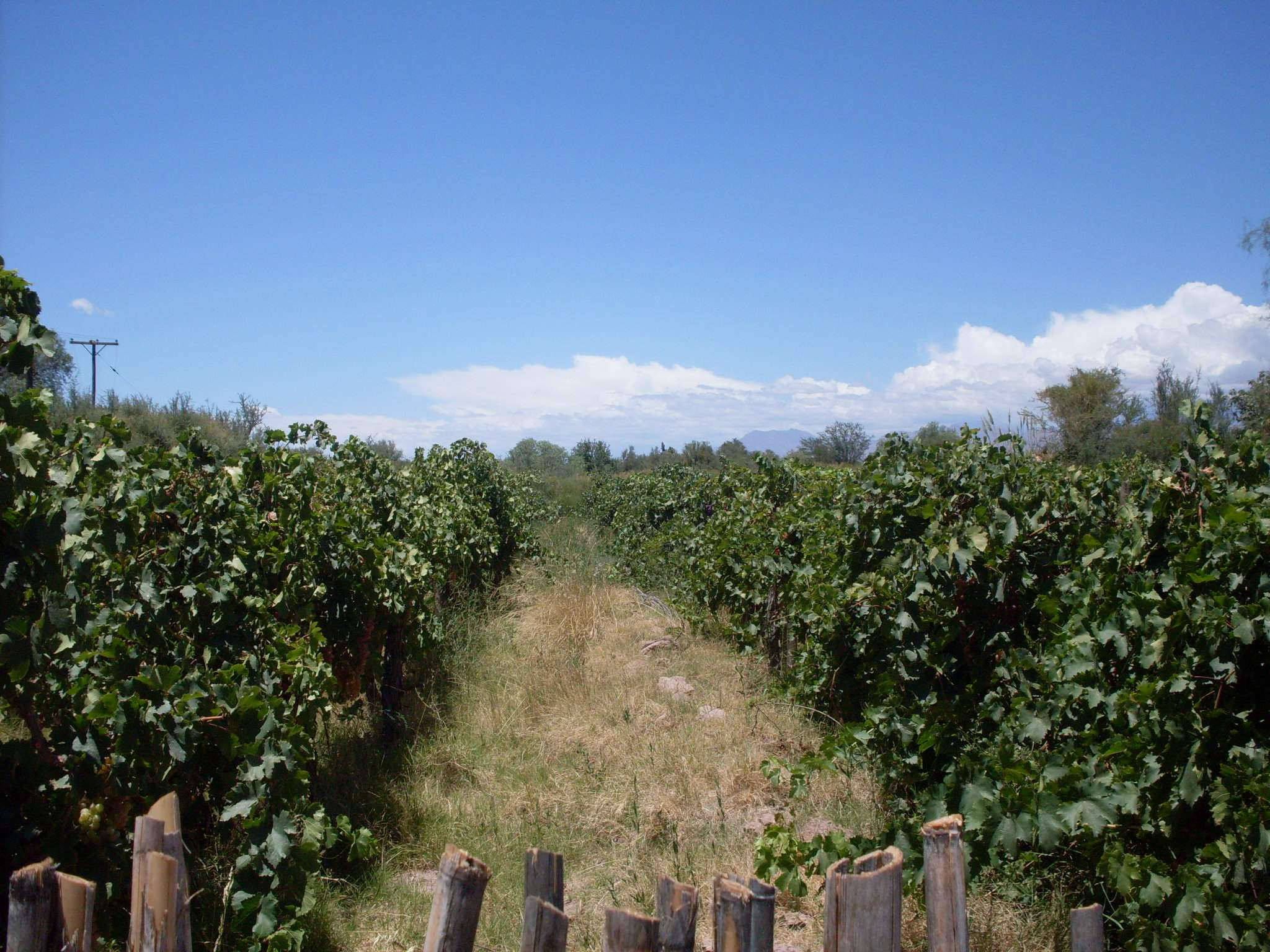
Vinhedos em Fiambalá
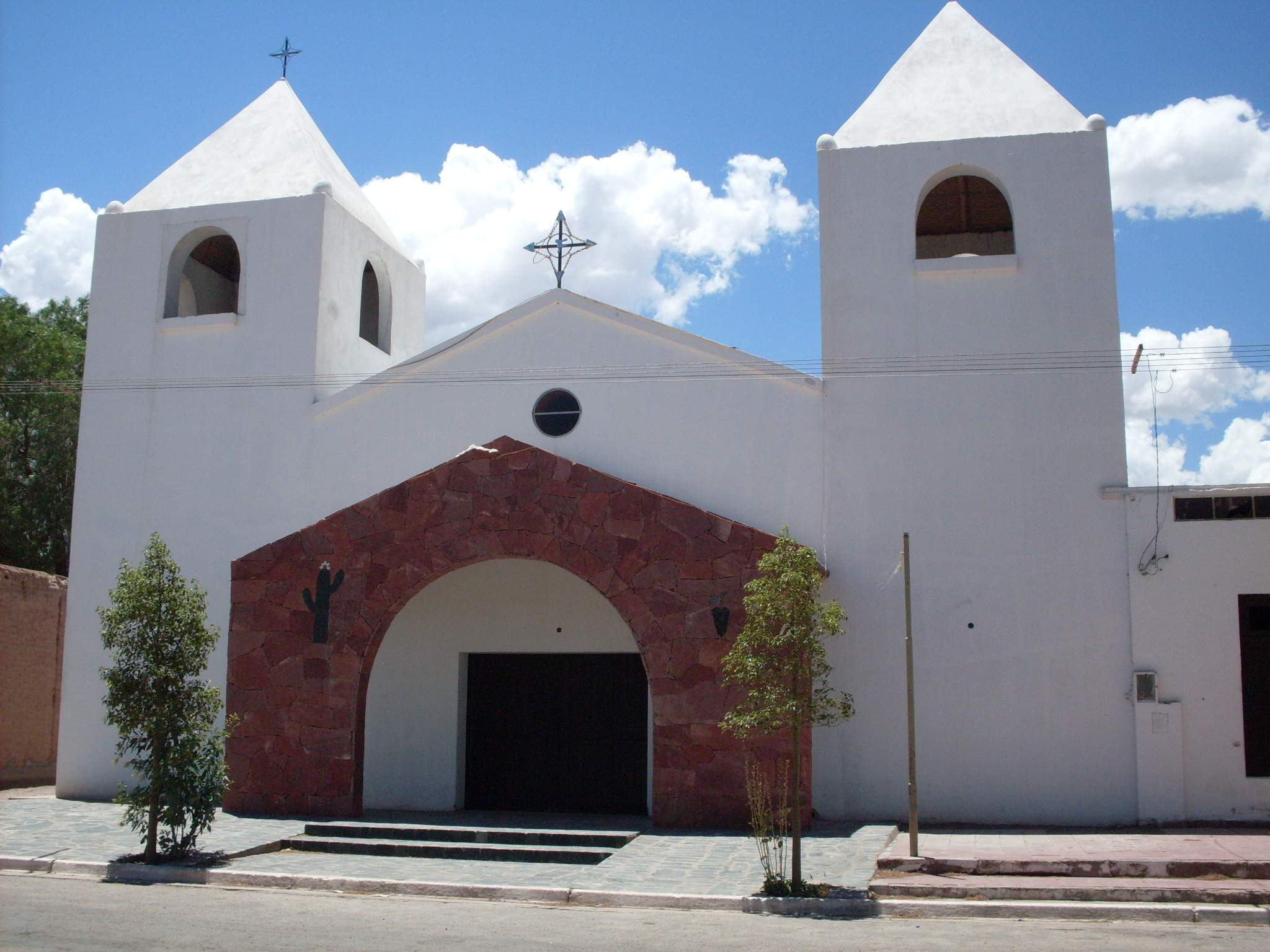
Igleja local
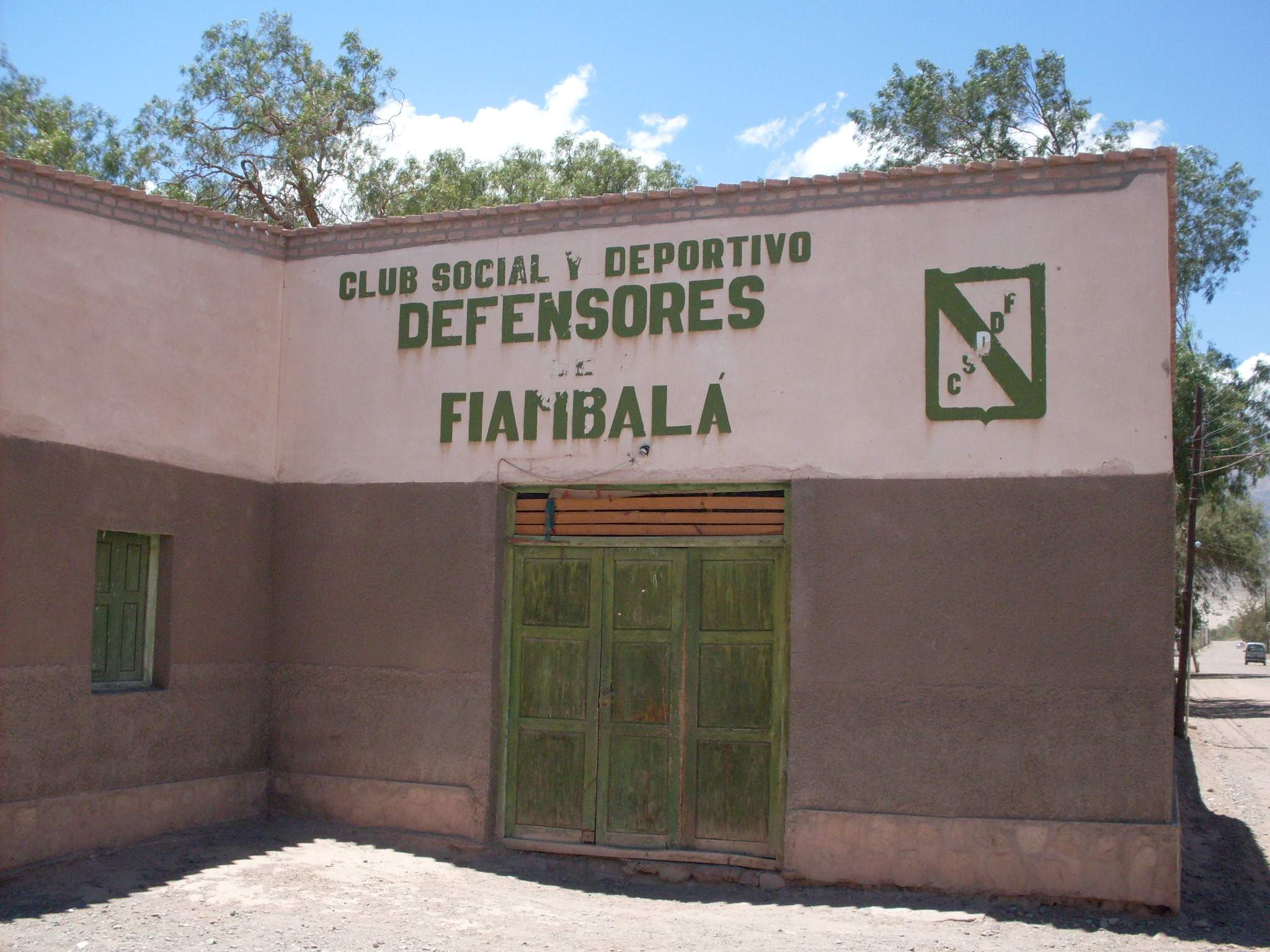
Club Social y Deportivo Defensores de Fiambalá